# Bones McKinney
Horace Albert McKinney, detto Bones (Lowland, 1º gennaio 1919 – Raleigh, 16 maggio 1997), è stato un cestista e allenatore di pallacanestro statunitense, professionista nella BAA e nella NBA.

## Palmarès
- All-BAA First Team (1947)
- All-BAA Second Team (1949)